# Axel Lamprecht
Axel Lamprecht (* 29. Juli 1956 in Freiburg im Breisgau) ist ein deutscher Wirtschaftsinformatiker und Hochschullehrer. Er ist Professor für Wirtschaftsinformatik an der Steinbeis Hochschule (SH) sowie wissenschaftlicher Leiter der zur SH gehörenden School of Management and Technology in Stuttgart und als solcher Mitglied von deren Direktion.

## Leben
Lamprecht wurde 1956 in Freiburg als drittes Kind eines Zahnarztes und einer Zahnärztin geboren. Am Gymnasium galt er als schlechter Schüler und sagte im Rückblick: Das [Studium] hat mir gelegen – dagegen war die Schule öd und langweilig und es gab Wichtigeres. Er studierte Technische Betriebswirtschaftslehre an der Hochschule Heilbronn und Wirtschaftsinformatik und der Ludwig-Maximilians-Universität München sowie der Universität Hohenheim, bevor er 1997 an der Technischen Universität München unter Helmut Krcmar über das Thema Elektronischer Datenaustausch (EDI) in Verbundgruppen zum Dr. rer. oec. promovierte.
Neben seiner Tätigkeit als Professor leitet er das Steinbeis-Transfer-Institut Wirtschaftsinformatik.
Lamprecht ist verheiratet und hat einen erwachsenen Sohn, in seiner Freizeit spielt er Klavier.

## Forschung und Lehre
Nach seinem Studium zog Lamprecht nach Memmingen und unterrichtete an der damaligen Fachschule für Wirtschaftsinformatik. Er wurde 2011 Professor und Direktor der Business School in Memmingen, die zur Steinbeis Hochschule gehörte und später in der School of Management and Technology (SMT) aufging. Heute lehrt er an der SMT, deren Direktion er als wissenschaftlicher Leiter angehört, unter anderem Datenbanksysteme, Digitale Infrastrukturen und Geschäftsprozessmanagement. Daneben ist er Dekan der Fakultät für Technology and Engineering der Steinbeis Hochschule. Auch an der Hochschule Kempten hat er gelehrt.
2020 hat er mit Efran Pan und Helmut Krcmar ein Forschungsprojekt zum Thema Digital Intrapreneurship durchgeführt, um Möglichkeiten und Vorgehen von digitalen Innovationen innerhalb von Unternehmen zu beleuchten und im Rahmen des Wissenschaftstransfers praktisch nutzbar zu beschreiben. Hierzu sagte er in einem Interview: Obwohl Deutschland insgesamt in den Innovation-Rankings sehr weit vorne platziert ist, gilt das nicht bei digitalen Innovationen. Wir wollen daher vor allem mittelständische Unternehmen dabei unterstützen, digital innovativer zu werden.

## Publikationen
- Strategische Ansätze für die EDI-Gestaltung in Verbundgruppen[15] (1997)
- Auslandsmarkterschließung durch E-Commerce im B2C-Markt als Chance[16] (2011, mit Alexander Mack)
- Examination of Computer Literacy Competence in the Workplace: The Case for the American and German Manufacturing Industry[17] (2012, mit Juan Carlos Barrera)
- Evaluierung einer Data-Mining-Software (2014, mit Andreas Rupp)[18]